# Kultar
Kultar (Antechinomys) – rodzaj ssaków z podrodziny grubogoników (Sminthopsinae) w obrębie rodziny niełazowatych (Dasyuridae).

## Rozmieszczenie geograficzne
Rodzaj obejmuje gatunki występujące w Australii.

## Charakterystyka
Długość ciała (bez ogona) samic 7–9,5 cm, samców 8–10 cm, długość ogona samic 10–20 cm, samców 10–22; masa ciała 15–30 g.

## Systematyka
Rodzaj zdefiniował w 1867 roku australijski zoolog i paleontolog Johann Ludwig Gerard Krefft w artykule poświęconym klasyfikacji małych niełazowatych z Australii, wraz z opisami dwóch nowych rodzajów i jednego nowego gatunku, opublikowanym na łamach Proceedings of the Zoological Society of London. Gatunkiem typowym jest (oznaczenie monotypowe) kultar myszowaty (A. laniger).

### Etymologia
Antechinomys: rodzaj Antechinus Macleay, 1841 (chutliwiec); gr. μυς mus, μυος muos ‘mysz’.

### Podział systematyczny
Do rodzaju należą następujące gatunki:
| Grafika | Gatunek                    | Autor i rok opisu    | Nazwa zwyczajowa        | Podgatunki   | Rozmieszczenie geograficzne                                                                                      | Podstawowe wymiary                      | Status IUCN |
| ------- | -------------------------- | -------------------- | ----------------------- | ------------ | --- | --------------------------------------- | ----------- |
|         | Antechinomys laniger       | (Gould, 1856)        | kultar myszowaty        | 2 podgatunki | Australia Zachodnia, Terytorium Północne, Queensland, północna Australia Południowa i skrajnie północna Wiktoria | DC: 7–10 cm DO: 10–15 cm MC: około 30 g | LC          |
|         | Antechinomys longicaudatus | (W.B. Spencer, 1909) | grubogonik długoogonowy | monotypowy   | środkowa Australia Zachodnia i południowo-zachodnie Terytorium Północne                                          | DC: 8–10 cm DO: 18–22 cm MC: 15–25 g    | LC          |

Kategorie IUCN:  LC  – gatunek najmniejszej troski.